# Albert Puissant
Albert Puissant, né à Merbes-le-Château le 14 août 1837 et mort à Bruxelles le 24 août 1920, est un maître de carrière, industriel et homme politique belge.

## Fonctions et mandats
- Directeur de la Sucrerie de Feluy-Arquennes et de la Sucrerie de Labuissière
- Président de la Société anonyme de Merbes-le-Château et des Carrières de Grès de Poulseur
- Président des Charbonnages de Bascoup
- Conseiller provincial du Hainaut : 1864-1870
- Membre de la Chambre des représentants de Belgique : 1870-1886
- Bourgmestre de Merbes-le-Château : 1879-1891